# LGBT práva v Bosně a Hercegovině

Duhová mapa Bosny a Hercegoviny

Lesby, gayové, bisexuálové a transsexuálové (LGBT) se v Bosně a Hercegovině mohou setkat s obtížemi neznámými pro zbytek populace. Stejnopohlavní styk je na tomto území sice legální od r. 1996, ale páry stejného pohlaví žijící ve společné domácnosti nemají rovný přístup ke všem právům a povinnostem, který mají heterosexuální páry.

## Zákony týkající se stejnopohlavní sexuální aktivity
Bosna a Hercegovina je ovládána dvěma politickými entitami - Federací Bosny a Hercegoviny a Republikou srbskou. Homosexuální styk byl dekriminalizován nejprve na území Federace Bosny a Hercegoviny r. 1996 a posléze v Republice srbské r. 1998, nýbrž obě entity mají vlastní trestní zákony. Legální věk způsobilosti k pohlavnímu styku je stanoven na 14 let bez ohledu na sexuální orientaci (soulož s osobou mladší 14 let je v trestních věcech posuzována jako trestný čin znásilnění)

## Stejnopohlavní soužití
V Bosně a Hercegovině neexistuje žádný právní status pro stejnopohlavní páry. Ústava Bosny a Hercegoviny stále není otázce genderově-neutrálních manželství příliš nakloněná a obě entity Federace Bosny a Hercegoviny a Republika srbská umožňují uzavírat manželství pouze různopohlavním dvojicím s odvoláním se na jejich zákony o rodině.

## Ochrana před diskriminací
Zákon o rovnosti pohlaví, přijatý počátkem r. 2003 a novelizovaný r. 2009, zakazuje diskriminaci založenou na pohlaví a sexuální orientaci (§ 2). Verze z r. 2003 zakazovala pouze diskriminaci na základě pohlaví, sexuální orientace v ní nebyla přímo zmíněná, jelikož zákon řešil pouze rovnost mužů a žen. Teprve až z novelou zákona došlo k jasnému vymezení rozdílu mezi pohlavím a rovností mužů a žen, ale sexuální orientace stále nebyla zmíněná. Tento zákon je momentálně platný na celostátní úrovni. Zákaz diskriminace na základě sexuální orientace je zakázán Ústavou Distriktu Brčko, Zákoníkem práce Distriktu Brčko, Trestním zákoníkem Bosny a Hercegoviny (§ 145), Trestním zákoníkem Federace Bosny a Hercegoviny a Trestním zákoníkem Republiky srbské.

Samotný zákon proti diskriminace byl přijat r. 2009 a zakazuje veškerou diskriminace založenou na pohlaví, sexuálním vyjádření a sexuální orientaci (§ 2). Zákon se však nezmiňuje o genderové identitě, což by měl. Navíc není jasné, co si pod pojmem "sexuální vyjádření" lze představit. Ačkoli tento zákon zakazuje veškerou podporu nenávisti proti národům, rase nebo náboženskému smýšlení, nezakazuje zločiny z nenávisti proti jiným sexuálním orientacím nebo genderové identitě (§ 4).Článek 2 zákona zní takto:
Diskriminací se ve smyslu tohoto zákona rozumí jakékoli odlišné zacházení včetně jakéhokoli vyloučení, omezení nebo upřednostňování na základě skutečných nebo domnělých důvodů vůči jakékoli osobě nebo skupině osob, jejich příbuzným nebo osobám jinak s nimi spojenými na základě jejich rasy. , barva pleti, jazyk, náboženství, etnická příslušnost, zdravotní postižení, věk, národnostní nebo sociální původ, vazba k národnostní menšině, politické nebo jiné přesvědčení, majetek, členství v odborech nebo jiném sdružení, vzdělání, sociální postavení a pohlaví, sexuální orientaci, genderové identitě, sexuálních charakteristikách, jakož i jakékoli jiné okolnosti sloužící účelu nebo vedoucí k zabránění nebo omezení jakéhokoli jednotlivce v požívání nebo uplatňování práv a svobod za rovných podmínek ve všech oblastech života.
Orientace byla ze všech dalších navržených anti-diskriminačních zákonů vždy vyškrtnutá , což bylo zejména dílem bojkotu místních politiků v poslední dekádě. Toto také mělo za následek problémy s přijetím Bosny a Hercegoviny do Evropské unie, do níž měla koncem r. 2010 vstoupit. Členství v EU požaduje, aby všechny její státy přijaly alespoň částečnou legislativu proti anti-gay diskriminaci.
V červenci 2016 tedy přijal bosenský parlament návrh zákona, kterým se mění antidiskriminační zákony tak, aby výslovně zakazovaly diskriminaci na základě sexuální orientace, genderové identity a sexuálních charakteristik.

## Životní úroveň
| Legální stejnopohlavní styk                                                             | (1998) |
| Stejný věk legální způsobilosti k pohlavnímu styku                                      | Yes    |
| Anti-diskriminační zákony v zaměstnání                                                  | Yes    |
| Anti-diskriminační zákony v přístupu ke zboží a službám                                 | Yes    |
| Anti-diskriminační zákony v ostatních oblastech (homofobní urážky, zločiny z nenávisti) | Yes    |
| Stejnopohlavní manželství                                                               | No     |
| Jiná forma stejnopohlavního soužití                                                     | No     |
| Adopce dítěte partnera                                                                  | No     |
| Společná adopce dětí stejnopohlavními páry                                              | No     |
| Gayové a lesby smějí otevřeně sloužit v armádě                                          | Yes    |
| Možnost změny pohlaví                                                                   | Yes    |
| Přístup k umělému oplodnění pro lesbické ženy                                           | No     |
| Náhradní mateřství pro gay páry                                                         | No     |